# Piedras Blancas (San Sebastián)
Piedras Blancas es un barrio ubicado en el municipio de San Sebastián en el estado libre asociado de Puerto Rico. En el Censo de 2010 tenía una población de 2.563 habitantes y una densidad poblacional de 448,99 personas por km².

## Geografía
Piedras Blancas se encuentra ubicado en las coordenadas 18°20′8″N 66°58′17″O / 18.33556, -66.97139. Según la Oficina del Censo de los Estados Unidos, Piedras Blancas tiene una superficie total de 5.71 km², que corresponden a tierra firme.

## Demografía
Según el censo de 2010, había 2.563 personas residiendo en Piedras Blancas. La densidad de población era de 448,99 hab./km². De los 2.563 habitantes, Piedras Blancas estaba compuesto por el 89.47% blancos, el 2.81% eran afroamericanos, el 0.39% eran amerindios, el 0.04% eran asiáticos, el 5.97% eran de otras razas y el 1.33% pertenecían a dos o más razas. Del total de la población el 99.22% eran hispanos o latinos de cualquier raza.